# Ladislav
Ladislav je mužské křestní jméno slovanského původu, jedna z variant jména Vladislav. Jeho význam je „slavný vládce“. Ženskou variantou je pak Ladislava.
Podle českého kalendáře mají Ladislav i Ladislava svátek 27. června.

## Statistické údaje
Následující tabulka uvádí četnost jména v ČR a pořadí mezi mužskými jmény ve srovnání dvou roků, pro které jsou dostupné údaje MV ČR – lze z ní tedy vysledovat trend v užívání tohoto jména:
| Rok       | Četnost     | Pořadí      |
| 1999      | 93 758      | 17.         |
| 2002      | 90 754      | 17.         |
| Porovnání | o 3004 méně | žádná změna |
| 2006      | 85 145      | 17.         |

Změna procentního zastoupení tohoto jména mezi žijícími muži v ČR (tj. procentní změna se započítáním celkového úbytku mužů v ČR za sledované tři roky 1999–2002) je -2,5%.

## Domácké podoby
Láďa, Laďa, Ládík, Ládíček, Ládínek,  Laco (Slovensko, Maďarsko)

## Ladislav v jiných jazycích
- maďarsky: László
- německy: Ladislaus
- polsky: Ładysław, Ładzisław (zdrobněle: Ładek, Ładzik)

## Známí nositelé jména
- Svatý Ladislav (asi 1046–1095) – uherský král (1077–1095)
- Ladislav I. Neapolský (1376–1414) – král neapolský, (vzdoro)král chorvatsko-maďarský
- Ladislav II. Uherský (1131–1163) – uherský (vzdoro)král
- Ladislav III. Uherský (1199–1205) – uherský král
- Ladislav IV. Kumán (1262–1290) – král uherský a chorvatský
- Ladislav z Boskovic (1455–1520) – moravský šlechtic
- Ladislav Filip Habsbursko-Lotrinský (1875–1895) – rakouský arcivévoda
- Ladislav Lysý († před 1031) – nitranský kníže z dynastie Arpádovců
- Ladislav Pohrobek (1440–1457) – uherský a český král
- Ladislav I. Popel z Lobkowicz (?–1505) – zakladatel chlumecké větve šlechtického rodu Lobkowiczů
- Ladislav II. Popel z Lobkowicz (1501–1584) – nejvyšší zemský hofmistr Českého království, královský místodržící, císařský rada a dvorský maršálek
- Ladislav III. Popel z Lobkowicz (1537–1609) – ze zbirožské linie rodu, prezident české královské komory
- Ladislav IV. Popel z Lobkowicz (1566–1621) – moravský zemský hejtman

křestní jméno
- Ladislas Agbesi – beninský obchodník
- Ladislav Alster (1927–1991) – český šachista
- Ladislao de Arriba Azcona – španělský impresionista
- László Bíró (1899–1985) – maďarský vynálezce kuličkového péra
- Ladislas Bushiri – konžský fotbalista
- Ladislao Cabrera (1830–1921) – bolivijský hrdina Druhé tichomořské války
- Ladislao Diwa – filipínský patriot
- Ladislas Douniama – konžský fotbalista
- Ladislas Faragó – válečný historik a novinář
- Ladislas Fodor – maďarský novelista, dramatik a filmový scenárista
- Ladislav Frej (* 1941) – český herec a dabér
- Ladislav Fuks (1923–1994) – český romanopisec a spisovatel
- Ladislas de Hoyos – francouzský novinář
- Ladislas Chollat – francouzský divadelník
- Ladislav Chudík (1924–2015) – slovenský herec a divadelní pedagog
- Ladislao Jiménez Grajeda – mexický lékař, traumatolog a ortoped
- Ladislav Jakl (* 1959) – hudebník, novinář, ředitel politického odboru Kanceláře prezidenta republiky
- Ladislav Jurkemik (* 1953) – slovenský fotbalista
- Ladislav Kamarád (* 1963) – český horolezec a fotograf
- Ladislas Kijno (1921–2012) – francouzský malíř
- Ladislav Klein (* 1944) – český klávesista a kytarista
- Ladislav Klíma (1878–1928) – český prozaik, dramatik, básník a filosof
- Ladislav Kříž (* 1944) – československý atlet
- Ladislav Křížek (* 1963) – český kytarista a zpěvák
- Ladislav Kvasz (* 1962) – slovenský filosof, matematik a teoretik vědy
- Ladislas Lazaro – americký reumatolog
- Ladislas Lozano (1872–1927) – španělsko-francouzský fotbalový trenér a hráč v důchodu
- Ladislao Mazurkiewicz Iglesias – uruguayský fotbalový brankář
- Ladislao Martinez – portorický muzikant
- Ladislas Joseph Meduna – maďarský psychiatr a neuropatolog
- Ladislav Miko (* 1961) – český ministr životního prostředí ČR a ekolog
- Ladislav Mňačko (1919–1994) – slovenský dramatik, politický spisovatel a romanopisec
- Ladislav Mrkvička (1939–2020) – český herec a vysokoškolský pedagog
- Ladislas Ntaganzwa (* 1962) – rwandský válečný zločinec
- Ladislav Pešek (1906–1986) – český herec a vysokoškolský pedagog
- Ladislav Petráš (* 1946) – slovenský fotbalista
- Ladislav Potměšil (1945–2021) – český herec
- Ladislas Poniatowski (* 1946) – francouzský politik a senátor
- Ladislav Prášil (* 1990) – český koulař
- Ladislav Rott (1851–1906) – český podnikatel
- Ladislav Rychman (1922–2007) – český režisér
- Ladislav Smoljak (1931–2010) – český herec, humorista, pedagog, režisér a scenárista
- Ladislav Stroupežnický (1850–1892) – český dramatik a dramaturg Národního divadla
- Ladislav Štaidl (1945–2021) – český hudební skladatel, kytarista a zpěvák
- Ladislav Trojan (1932–2022) – český herec a dabér
- Ladislav Troják (1914–1948) – československý ligový lední hokejista
- Ladislao Vajda (1906–1965) – maďarsko-španělský filmový režisér
- Ladislav Vízek (* 1955) – český fotbalista
- Ladislav Vodička (1931–1999) – český zpěvák
- Ladislas Wisniewski – partner spisovatelky Luisy May Alcottové
- Ladislav Ženíšek (1904–1985) – český fotbalista a trenér
- Ladislav Županič (1943–2023) – český dabér, divadelní ředitel a herec